# Mortonagrion falcatum
Mortonagrion falcatum är en trollsländeart som beskrevs av Maurits Anne Lieftinck 1934. Mortonagrion falcatum ingår i släktet Mortonagrion och familjen dammflicksländor. IUCN kategoriserar arten globalt som livskraftig. Inga underarter finns listade i Catalogue of Life.